# Coelorinchus obscuratus
Coelorinchus obscuratus es una especie de pez de la familia Macrouridae en el orden de los Gadiformes.